# Geert Groote
Geert Groote, latinul elterjedt nevén Gerardus Magnus (a. m. „Nagy Gerhárd”), (Deventer, 1340 októbere – Deventer, 1384. augusztus 20.) középkori németalföldi (Hollandia) író, a devotio moderna kezdeményezője.

## Élete
Gazdag és befolyásos család gyermeként született Deventerben Werner és Heilwig van der Basselen fiaként. Korán árvaságra jutott, majd Deventerben és 1355-től Párizsban végezte tanulmányait. 1358-ban, alig 18 évesen elnyerte az egyetemen a „magister artium” fokozatot és tanításra jogosító igazolást („licentia ubique docendi”). Párizsban maradt, ahol erkölcstudománnyal, szabadtudományokkal, teológiával és kánonjoggal foglalkozott. Érdekelte az asztrológia, a mágia és az orvostudomány is. Sokat utazott, megjárta Aachent és az avignoni pápai udvart, illetve saját városa számára teljesített diplomáciai küldetéseket. 1371-ben az utrechti székesegyház kanonokja lett, és ezzel kiteljesedett nagyvilági élete is: gazdag öltözékben jelent meg mindenhol, nagyvilági úrként élt.
Megtéréséről háromféle változat maradt fenn. Korabeli életrajzírói (Kempis Tamás, Pier Horn) állításai alapján egy volt párizsi diáktársa, Monnikhuizen karthauzi perjele, más vélemény szerint egy utrechti kanonok térítette jobb belátásra. A harmadik verzió szerint 1372-es betegsége alatt tért meg. Az Úrhoz térését a Conclusa et proposita című írásában így adja elő: „Isten dicsőségére, dicséretére és szolgálatára, valamint lelkem üdvére gondoltam, arra, hogy rendezem az életemet. Semmi ideiglenes testi jót, megbecsülést, tudományt nem tartok fontosabbnak lelkem üdvénél!” Nyilvánosan elégette mágikus iratait, lemondott kanonoki jövedelméről, vagyonát szétosztotta a szegényeknek, illetve a monnikhuizeni kolostornak adományozta; csak a könyvtárát tartotta meg, melyet később is gazdagított jeles kéziratokkal. Nagy házát és földbirtokát a város rendelkezésére bocsátotta, ő maga egy néhányszobás kis házba költözött. (Ez vált később a Közös Élet Nővéreinek házává).
1374-ben 3 évre maga. is visszavonult a monnikhuizen kolostorba, de nem lépett be a karthauzi szerzetesek közé, csak életmódjukat követte. Mások tanácsára később visszatért Deventerbe, és gazdag irodalmi tevékenységet kezdett kifejteni. Folyamatosan gyűjtötte az egyházatyák és a középkori nagy tanítók (elsősorban Szent Jeromos, Szent Ágoston, Szent Bernát, Szent Bonaventura, Heinrich Suso) műveit. Ugyanakkor kapcsolatban volt Jan van Ruusbroec misztikus íróval is, akit 1377-ben Groenendaelban személyesen is meglátogatott. Vitába is keveredett Ruusbroec-kal: Groote szerint Ruusbroec némely gondolata nem volt egyeztethető az egyházzal, a misztikus viszont eloszlatta kételyeit. Groote ezután lefordította latin nyelvre Ruusbroec Lelki menyegzőjét. A munka alatt született meg benne a gondolat, hogy szűkebb hazájában egy Groenendaelhez hasonló kontemplatív központot hozzon létre.
1379-ben fogalmazta meg a Közös Élet Nővérei nevű új közösség számára az első szabálytervezetet. Ezzel párhuzamosan járt-kelt Németalföldön és prédikált a népnek. Hangsúlyozta, hogy szükséges az egyházi hierarchia reformja, vissza kell térni az őskeresztények életéhez, a Szentírást anyanyelven olvasandó, és biztatta a híveket Szent Ágoston műveinek tanulmányozására. Prédikáló körútjaira titkár (notarius) kísérte, aki feljegyezte beszédeit, hogy Groote vissza tudja azokat idézni válaszolva az esetleges vádakra. Groote népnyelven beszélt, és kerülte a retorikai fordulatokat. Szavai nyomán sok megtérés történt. 1383-ban az utrechti szinóduson kemény szavakkal illette a nős papokat, ellenfelei viszont a helybeli püspököt rávették, hogy vonja meg Groote-tól a prédikálási jogot.
Groote 1384-ben meglátogatott egy pestises beteget, akitől elkapapta a kórt, és hamarosan elhunyt. Ugyan nem nevezhető kimondottan rendalapítónak, de mégis ő indította el az úgynevezett devotio moderna lelkiségi mozgalmat. Munkáját halála után tanítványa, Florentius Radewijn folytatta, életrajzát pedig Kempis Tamás írta meg Vita Gerardi Magni címen.

## Művei

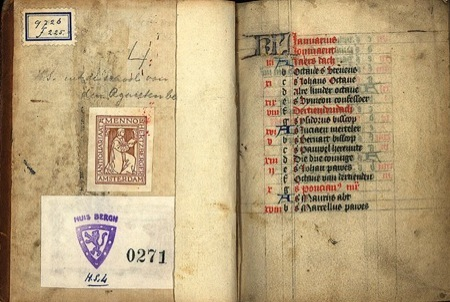
A Getijdenboeck egyik kézirata

Groote műveinek központi alakja Krisztus, témakörük pedig Krisztus követése. Ennek két pillérét az evangéliumi szegénységben és az elmélkedő, szemlélődő imában látja. Sokat foglalkozik a szerzetesi élettel, amelyben Szent Bernát nyomán második keresztséget lát. Művei:
- Conclusa et proposita, megtérésének története[1][3]
- Getijdenboeck, a laikusok számára készített zsolozsmáskönyv, amely nagy népszerűségre tett szert[1]
- De quattuor generibus meditabilium[4]
- Levelek[3]
- Ruusbroec két művének latinra fordítása[4]